# Pterostichus illini
Pterostichus illini är en skalbaggsart som beskrevs av Thomas Casey. Pterostichus illini ingår i släktet Pterostichus och familjen jordlöpare. Inga underarter finns listade i Catalogue of Life.